# Нидерцимерн
Нидерцимерн (њем. Niederzimmern) општина је у њемачкој савезној држави Тирингија. Једно је од 75 општинских средишта округа Вајмарер Ланд. Према процјени из 2010. у општини је живјело 1.063 становника. Посједује регионалну шифру (AGS) 16071065.

## Географски и демографски подаци
Нидерцимерн се налази у савезној држави Тирингија у округу Вајмарер Ланд. Општина се налази на надморској висини од 200 метара. Површина општине износи 13,2 km². У самом мјесту је, према процјени из 2010. године, живјело 1.063 становника. Просјечна густина становништва износи 80 становника/km².